# Axis XXX Live in San Francisco MMXII
Axis XXX Live in San Francisco MMXII è un album dal vivo del gruppo rock britannico Asia, pubblicato nel 2015. Il live contiene molti tra i più grandi successi della band.

## Tracce
1. Only Time Will Tell – 5:14
2. Wildest Dream – 5:37
3. Face On the Bridge – 4:20
4. Time Again – 8:41
5. Tomorrow the World – 5:45
6. Ride Easy – 6:41
7. Pyramidology – 3:40
8. Golden Mean – 7:35
9. I Know How You Fill – 3:39
10. Don't Cry – 4:30
11. The Smile Has Left Your Eyes – 5:01
12. Cutting It Fine – 5:39
13. Holy War – 4:40
14. An Extraordinary Life – 9:15
15. Here Comes the Feeling – 5:01
16. Open your Eyes – 6:52
17. Sole Survivor – 5:27
18. Heat of the Moment – 8:25

## Formazione
Gruppo
- Geoff Downes - tastiere
- Steve Howe - chitarre
- Carl Palmer - batteria, percussioni
- John Wetton - voce, basso